# Golimumab
El golimumab és un fàrmac immunosupressor, inhibidor del factor de necrosi tumoral alfa, indicat pel tractament de l'artritis reumatoide, en combinació amb metotrexat; de l'artritis psoriàsica, sol o en combinació amb metotrexat; de l'espondilitis anquilosant i en la colitis ulcerosa activa moderada-greu.

## Descripció
És un anticòs monoclonal humà que forma complexes estables de gran afinitat amb les dues formes bioactives del TNF-α humà, la soluble i la transmembrana, impedint així la unió del TNF-α als seus receptors. No hi ha prova que els anticossos de golimumab s'uneixin a altres lligands de la superfamília del TNF, ni tampoc s'uneixen ni neutralitzen la limfotoxina humana.
La unió de golimumab al TNF humà neutralitza l'expressió induïda pel TNF-α de la molècula d'adhesió selectina E, la molècula d'adhesió endotelial 1 (VCAM-1) i la molècula d'adhesió intercel·lular 1 (ICAM-1) de les cèl·lules endotelials humanes. In vitro, el golimumab també inhibeix la secreció induïda per TNF de les interleucines 6 i 8 (Il-6, IL-8) i el factor estimulant de les colònies de granulòcits-macròfags (GM-CSF) per part de les cèl·lules endotelials humanes. Tot això implica una disminució en la resposta immunològica de l'organisme, que representa la base pel tractament d'aquest tipus de malalties, ja que el seu origen és autoimmunològic.
La reacció adversa (RA) més freqüent notificada en el període controlat en els assaigs pivotals va ser la infecció del tracte respiratori superior. Les reaccions adverses més greus que s'han notificat amb golimumab són infeccions greus (sèpsia, pneumònia, tuberculosi, infeccions fúngiques invasives i infeccions oportunistes), trastorns desmielinitzants, limfoma, reactivació del virus de l'hepatitis B (VHB), insuficiència cardíaca congestiva, processos autoimmunològics (síndrome tipus lupus) i reaccions hematològiques.
La marca comercial és Simponi i la seva presentació són plomes precarregades de 0,5ml que contenen 50mg de golimumab (Simponi 50mg) o d'1ml que contenen 100mg de golimumab (Simponi 100mg). S'administra per via subcutània i la dosis dependrà de la malaltia en qüestió i de la gravetat d'aquesta.